# Torpar-Britta
Torpar-Britta är en svensk svartvit stumfilm från 1922, producerad och fotad av Joakim Frenzel (1897–1958).
Filmen spelades in i Tidaholmstrakten och handlar om torpardottern Britta. Hon uppvaktas av bondsonen Ola, men är också föremål för herrgårdsägaren Cronhjelms intresse. Lite senare blir även baron von Gyllenbock intresserad av flickan. Det hela utvecklas till en kamp om Brittas gunst som till slut Cronhjelm vinner. Han friar och får ett ja.
Torpar-Britta premiärvisades den 2 oktober 1922 på Teater-biografen i Tidaholm. Samtliga skådespelare var amatörer.

## Rollista
- Valborg Neuman – Britta
- Edvin Roth – Lars Peter, torpare, Brittas far
- John Ryberg – Cronhjelm
- Gust. Neuman – baron von Gyllenbock
- Fredrik Sundberg – luffare
- Fritz Lilja – luffare